# Coregonus stigmaticus
Coregonus stigmaticus es una especie de pez de la familia Salmonidae en el orden de los Salmoniformes.

## Alimentación
Come crustáceos e insectos.

## Distribución geográfica
Se encuentra en Europa: Inglaterra.